# قواية
قواية (بالإنجليزية: Kavajë)‏ هي مدينة في ألبانيا تتبع منطقة كافايه. وهي عاصمة Kavajë municipality ‏ . بلغ عدد سكانها 29354  نسمة في 13 يونيو 2012 . ورمزها البريدي هو 2501–2502 .

## أعلام
- سوكول تسيكالشي
- أندي ليلا
- سكيرديلايد كوري
- كريستينا كولجاكا
- ألتين لالا